# 2008 au Mexique
Cet article présente les faits marquants de l'année 2008 au Mexique.

## Évènements
- Mercredi 14 mai 2008 : Parmi les 26 morts trouvés, le 1er mars dernier dans le campement de Paul Reyes, gisaient quatre universitaires (un équatorien et quatre mexicains), une autre, universitaire mexicaine, Lucia Morett, blessée avait réussi à s'enfuir. Il s'agit d'un groupe de chercheurs de l'Université de Mexico (UNAM) venu assister au congrès de la Coordination continentale bolivarienne (CCB), une organisation supranationale d'une centaine d'organisations de l'extrême gauche latino-américaine appartenant à 17 pays et solidaire de la lutte des FARC. Selon le gouvernement colombien, leur présence est la preuve de l'existence d'un réseau continental de soutien à la guérilla et de la réalité de cellules clandestines dans divers pays.

- Dimanche 26 octobre 2008 : Mariage de l'homme le plus gros du monde, Manuel Uribe, pesant 310 kg. En 2006 il pesait 560 kg.

- Mardi 4 novembre 2008 : Un avion s'écrase près du centre de la capitale Mexico causant la mort de 9 personnes dont le ministre de l'Intérieur Juan Camilo Mouriño.

- Dimanche 16 novembre 2008 : Le représentant d'Interpol au Mexique, Ricardo Gutiérrez Vargas et un cadre supérieur de la police fédérale, Mario Arturo Velarde Martinez sont arrêtés dans le cadre de l'opération « mains propres » démarrée en juillet.

- Jeudi 20 novembre 2008 : Le chef du service national « anti-crime organisé » de la police Noé Ramírez (en), soupçonné de liens avec les cartels de la drogue, est arrêté dans le cadre d'une vaste opération « mains propres ». Au total 35 policiers du service des « Enquêtes spécialisées dans le crime organisé » (Siedo) ont été arrêtés depuis juillet 2008. Ils étaient soupçonnés de renseigner les cartels, faisant ainsi échouer des opérations dirigées contre les trafiquants.

- Jeudi 20 novembre 2008 à dimanche 23 novembre 2008 : Guerre des cartels de la drogue à San Agustín, Ciudad Juárez et Chihuahua, dans la zone frontalière des États-Unis; bilan 46 morts dont un policier mexicain et deux policiers américains. Cette guerre a fait plus de 4 500 morts depuis le début de l'année.

- Dimanche 23 novembre 2008 : 9 cadavres décapités ont été découverts dans un terrain vague de la ville frontalière de Tijuana, vraisemblablement d'un nouveau règlement de comptes entre bandes de trafiquants de drogue, dont la guerre locale pour le contrôle du marché et de l'exportation vers les États-Unis. Depuis le début de l'année il y a eu 685 assassinats dans cette ville.

- Jeudi 4 décembre 2008 : 13 cadavres sont découverts à l'intérieur d'un bus, dans le village de San Ignacio qui abrite un important cartel de la drogue.

- Lundi 15 décembre 2008 : La guerre entre cartels pour le contrôle du trafic de drogue a fait 44 morts ce week-end dans le nord du Mexique, dont quatre policiers abattus lors d'attaques quasiment simultanées.

- Dimanche 21 décembre 2008 : Les corps décapités de douze hommes sont retrouvés à Chilpancingo (État de Guerrero) à quelques centaines de mètres de l'endroit où le gouverneur de l'État, Zeferino Torreblanca, devait participer à une procession religieuse un peu plus tard dans la journée, sous haute sécurité. Au moins neuf d'entre eux étaient des militaires.

- Jeudi 25 décembre 2008 : 10 assassinats attribués aux criminels des cartels de la drogue ont été comptabilisés lors la nuit de Noël, dont celui d'un officier de police, enlevé le 17 décembre enlevé entre son domicile et son bureau de la région de Mexico et dont le corps a été découvert le long d'une autoroute. 8 des cadavres ont été trouvés dans le nord du pays (secteur de Ciudad Juárez) et un dans le sud (État de Guerrero). Les affrontements entre trafiquants ou avec les forces de l'ordre ont fait plus de 5 300 morts dans tout le pays depuis le début de l'année 2008.